# José Tachyn
José Roberto Tanchyn (Lucena, Córdoba, 19 de marzo de 2004) es un baloncestista español que pertenece a los Lincoln Blue Tigers de la División II de la NCAA. Con 2,10 metros de estatura, juega en la posición de ala-pívot.

## Trayectoria deportiva
Tanchyn es un jugador nacido en Lucena de padres ucranianos, dio sus primeros pasos en la academia de baloncesto de Fran Murcia a los cuatro años, antes de ingresar a los 12 años en la cantera del Unicaja Málaga, donde jugaría en todas las categorías en las selecciones provinciales y andaluzas.
En la temporada 2020-21, con apenas 16 años formaría parte de la plantilla del Unicaja Málaga de Liga EBA.
En la temporada 2021-22, seguiría formando parte del equipo en Liga EBA y entrenó regularmente con el primer equipo, debutando en partidos amistosos y siendo convocado en alguna ocasión.
El 17 de agosto de 2022, tras proclamarse campeón de Europa con la selección sub-18, se marcha a un Estados Unidos para formar parte del prepschool Scotland Campus, ubicado Pensilvania.
El 22 de julio de 2023, se compromete con la Universidad de Lincoln, ubicada en Jefferson City, Missouri, para disputar la División II de la NCAA con los Lincoln Blue Tigers.

## Selección nacional
El 7 de agosto de 2022, lograría el oro en el EuroBasket Sub-18 celebrado en Turquía junto a su compañero de club Victory Onuetu.
En verano de 2023, formaría parte de la convocatoria preparando el Mundial Sub-19 pero fue uno de los últimos descartes y no pudo formar parte de la plantilla que conquistó el oro.